# Isosturmia picta
Isosturmia picta là một loài ruồi trong họ Tachinidae.